# Krajów (Basse-Silésie)
Pour les articles homonymes, voir Krajów.
Krajów est une localité polonaise de la gmina de Krotoszyce, située dans le powiat de Legnica en voïvodie de Basse-Silésie.

## Histoire
De 1742 à 1945, Krayn fait partie de l'arrondissement de Liegnitz dans le district de Liegnitz au sein de la province de Silésie